# Eugen Neutert

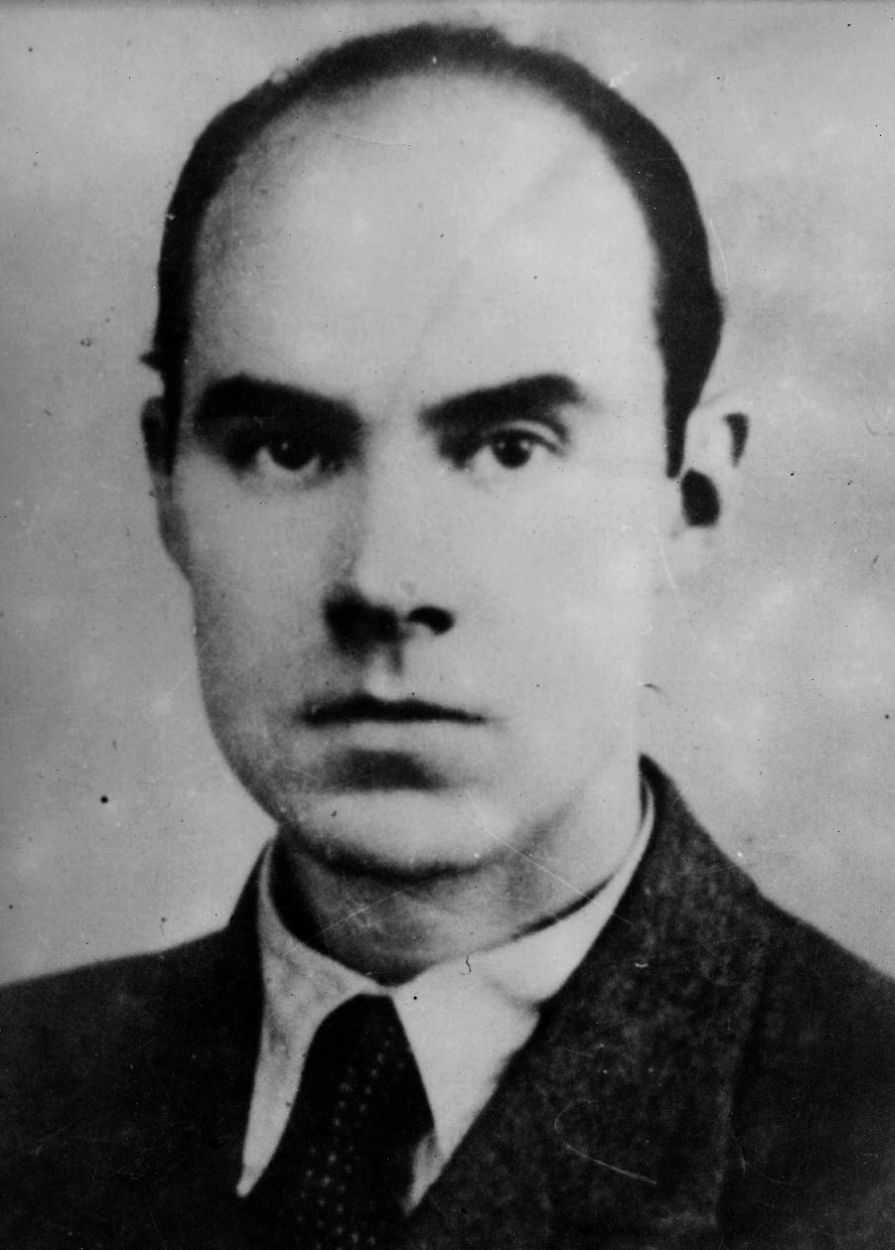
Eugen Neutert

Eugen Eduard Neutert (* 19. März 1905 in Berlin; † 9. September 1943 in Berlin-Plötzensee) war ein deutscher Widerstandskämpfer gegen den Nationalsozialismus.

## Leben

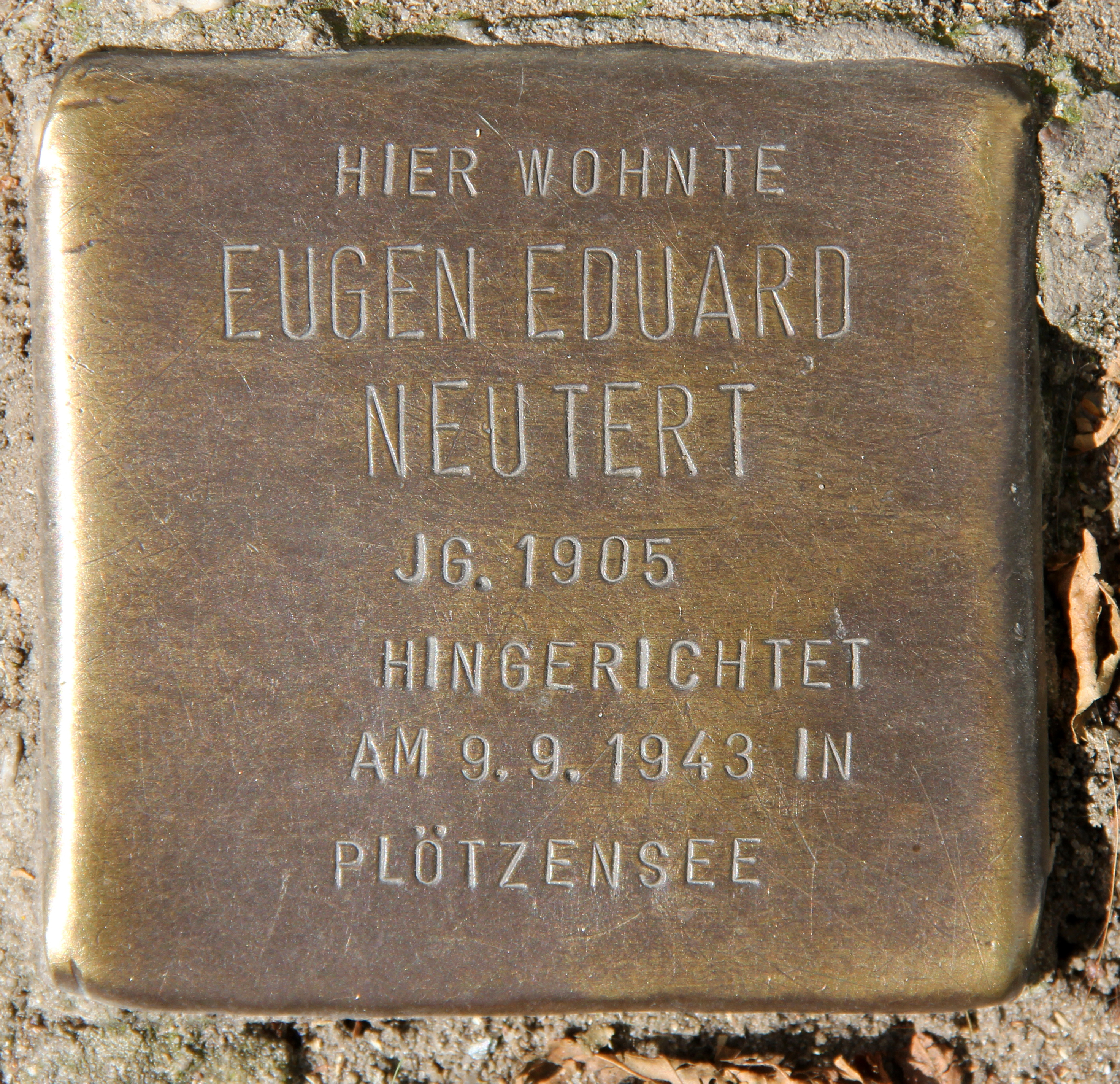
Stolperstein, Richard-Sorge-Straße 65, in Berlin-Friedrichshain

Nachdem Neutert seine Elektrikerlehre beendet hatte, wanderte er im Herbst 1923 nach Brasilien aus. Er kehrte jedoch bereits 1926 nach Deutschland zurück. Im selben Jahr trat er der KPD bei. Bis 1933 war er Funktionär des Kampfbundes gegen den Faschismus in Berlin-Hermsdorf. 1928 wurde Neutert aufgrund seiner politischen Tätigkeit von der Berliner Elektrizitätsgesellschaft entlassen. Er absolvierte daraufhin eine Ausbildung zum Masseur und machte sich 1930 in Hermsdorf selbstständig, wo er bis zu seiner Verhaftung im September 1936 zusammen mit rund 30 Kommunisten und Sozialdemokraten Widerstandsaktionen durchführte. Am 25. November 1937 wurde er vom Volksgerichtshof (VGH) zu zweieinhalb Jahren Zuchthaus verurteilt, die er im Zuchthaus Brandenburg und im Zuchthaus Amberg in Bayern verbringen musste.
Nach seiner Entlassung im März 1939 fand er im Berliner Eternit-Werk Arbeit und Anschluss an einen Kreis von Kommunisten, die Kontakt zu der Gruppe um Robert Uhrig hatte. Nachdem die Gestapo diese Organisation jedoch aufgespürt hatte, fand Neutert Kontakt zum Widerstandskreis um Hans und Hilde Coppi. Hans Coppi brachte Neutert im Herbst 1941 in den Kreis um den Schauspieler Wilhelm Schürmann-Horster. Neutert beschaffte eine Schreibmaschine und Wachsmatrizen für die Herausgabe der illegalen Zeitschrift der Roten Kapelle Die Innere Front. Es gelang ihm zudem, zahlreiche Verbindungen zu weiteren illegalen Betriebsgruppen herzustellen.
Am 23. Oktober 1942 wurde Neutert erneut verhaftet, im August 1943 vom Volksgerichtshof zum Tode verurteilt und am 9. September 1943 im Strafgefängnis Berlin-Plötzensee erhängt.

## Ehrungen
An seinem ehemaligen Berliner Wohnhaus in der heutigen Richard-Sorge-Straße erinnert eine Gedenktafel an Neutert.